# Сатурн-3
«Сатурн-3» (англ. Saturn 3) — фантастический триллер 1980 года.

## Сюжет
В далеком будущем перенаселенная Земля зависит от исследований, проводимых учеными на удаленных станциях по всей Солнечной системе. Контакт поддерживается космическими кораблями, курсирующими между станциями и большими орбитальными космическими станциями. Капитан Джеймс готовится покинуть одну из этих станций, но его убивает капитан Бенсон (Харви Кейтель). Бенсон, который был оценен как «потенциально нестабильный» на психологическом экзамене, крадет грузовой корабль Джеймса и отправляется со станции на небольшую удаленную экспериментальную гидропонную исследовательскую станцию на третьей луне Сатурна. Прибыв туда, он обнаруживает, что станцией управляют исключительно Адам (Кирк Дуглас) и его младший коллега и любовница Алекс (Фэрра Фоссет). Адам, Алекс и их собака Салли наслаждаются изоляцией вдали от перенаселенной и беспокойной Земли. Пара находится на Сатурне 3 в течение трех лет, но Алекс провела всю свою жизнь в космосе и мало знает о привычках и нравах людей, живущих на Земле.
Идиллия Алекс и Адама нарушается, когда Бенсон раскрывает, что его миссия - заменить одного из ученых роботом. Гектор - один из первых роботов серии «Полубог», основанный на «чистой мозговой ткани», извлеченной из человеческих зародышей и запрограммированный на прямое управление через мозг Бенсона. Адам говорит Алекс, что он является вероятным кандидатом на модернизацию, так как он близок к «устареванию» и ему все равно придется уйти.
Собрав Гектора, Бенсон начинает подготовку робота, используя нейронную связь, имплантированную в позвоночник Бенсона. Так как Гектор связан с Бенсоном,  он быстро узнает о провале Бенсона теста на психологическую стабильность, а также об его убийстве капитана Джеймса. Имея небольшой барьер между своим мозгом и мозгом Бенсона, Гектор вскоре перенял смертоносную природу Бенсона и его страсть к Алекс. Робота-бунтаря Адаму и Бенсону удается отключить, пока он заряжается, и удалить его мозг.
Полагая, что опасность миновала, Адам обвиняет Бенсона в некомпетентности, приказывая ему разобрать робота и вернуться на Землю, когда затмение закончится (это затмение также препятствует связи с другими станциями). Однако, Гектор остается достаточно функциональным, чтобы взять под контроль старых роботов базы, используя их для повторной сборки своего тела и повторного подключения его мозга. Не зная о возрождении Гектора, Бенсон пытается покинуть станцию, таща за собой Алекс. Воскреснув, Гектор убивает Бенсона, прежде чем он сможет уйти с Алекс. Гектор уничтожает космический корабль Бенсона до того, как на нем успевают сбежать ученые, берет на себя управление компьютером станции и захватывает Сатурне 3.
Запертые в диспетчерской станции Алекс и Адам, с удивлением видят на мониторе лицо Бенсона, который приказал им покинуть диспетчерскую. Оба были удивлены, что Бенсон вообще жив. Но к их шоку, Алекс и Адам столкнувшись с Гектором, видят, что робот теперь носит отрубленную голову Бенсона.
Вскоре Алекс и Адам просыпаются в своих комнатах. К своему ужасу, Алекс обнаружила, что Гектор установил мозговой канал в верхней части позвоночника Адама, очень похожий на тот, что был у Бенсона. Это дает Гектору прямой доступ к мозгу Адама. Гектор объясняет, что он уже может «читать» мозг Адама, но контроль над Адамом «придёт позже». Адам, жертвуя собой, заманивает Гектора в ловушку, и уничтожает гранатой, бросившись вместе с ним в яму с отходами.
В финальной сцене Алекс показана на борту космического корабля рядом с Землёй и через шаттл отправляется на планету.

## В ролях
- Кирк Дуглас — Адам
- Харви Кейтель — Бенсон
  - Озвучивает Рой Дотрис (не указан в титрах)
- Фэрра Фосетт — Алекс
- Эд Бишоп — Хардинг
- Джилл Голдстон — Брюнетка на корабле «World Spaceways»  (не указана в титрах)
- Дуглас Ламберт — Капитан Джеймс (не указан в титрах)
- Кристофер Манке — Второй член экипажа (не указан в титрах)

## Производство
Идея фильма принадлежит Джону Барри — художнику-постановщику фильмов «Супермен», «Заводной апельсин», «Звёздные войны. Эпизод IV. Новая надежда» и ряда других.
Фильм должен был стать режиссёрским дебютом Барри, но спустя несколько дней после того, как проект был запущен в производство, Барри был уволен, и режиссёрское кресло занял Стэнли Донен, известный как режиссёр и хореограф классических голливудских мюзиклов, таких как «Поющие под дождём» и «Семь невест для семерых братьев». Будучи в добрых отношениях с Джоном Барри, именно Донен, предложил художнику-постановщику попробовать себя в качестве режиссёра, и после ухода Барри из проекта взялся завершить работу лишь ради своего старого друга.

## Прокат
Картина провалилась в прокате, собрав 9 миллионов долларов при затратах на производство в 10 миллионов долларов.

## Номинации
В 1981 году фильм был номинирован на премию «Золотая малина» в трёх категориях:
- Худшая мужская роль — Кирк Дуглас
- Худшая женская роль — Фэрра Фосетт
- Худший фильм — Стэнли Донен